# Lieselotte Kantner
Lieselotte (Lilo) Kantner (* 27. November 1923 in Breslau; † 26. April 2024 in Hamburg) war eine deutsche Produktdesignerin. Sie leitete über 20 Jahre die Design-Abteilung der Friesland Porzellanfabrik in Rahling und entwarf zahlreiche prämierte Kaffee- und Speiseservices.

## Leben
Lieselotte Kantner verbrachte ihre Kindheit in Schlesien. Nach dem Zweiten Weltkrieg flüchtete die Familie nach Thüringen. In Sonneberg begann sie ein Studium für Mode- und Textildesign an der Fachschule für angewandte Kunst. Nachdem sie dort mit dem Werkstoff Ton in Berührung gekommen ist, widmete sich Lieselotte Kantner zunehmend der plastischen Gestaltung. Sie absolvierte ein Studium der Porzellangestaltung und Porzellanmalerei. Erste praktische Erfahrungen sammelte sie anschließend während eines Volontariats in einer Porzellanmanufaktur.
Anfang der 1950er Jahre ging sie nach Berlin an das Institut für industrielle Formgestaltung an der Hochschule für angewandte Kunst, welches zu dieser Zeit von Mart Stam geleitet wurde. Nach der Trennung des Institutes von der Hochschule und der Umbenennung in das Institut für angewandte Kunst veränderte sich auch die Aufgabenstellung für die dort tätigen Designer. Nach der Unterstellung des Institutes unter die Aufsicht der Staatlichen Kommission für Kunstangelegenheiten im Jahr 1952 war die Beratung der Leichtindustrie der DDR in künstlerischen Fragen der industriellen Formgestaltung zentrale Hauptaufgabe des Institutes. Lieselotte Kantner war am Institut als Leiterin für Keramik auch zeitweise für die Entwicklung des industriellen Glasdesigns verantwortlich.
Im Jahr 1959 holte sie Horst Bentz, der Direktor der Porzellanfabrik Friesland (Melitta), als Designerin für Porzellan, Steingut, Kunststoff und Metall nach Varel-Rahling. Hier war sie über 20 Jahre als Leiterin der Designabteilung für die Form- und Dekorgestaltung im Unternehmen tätig. Dabei setzte sie konsequent das Leitmotiv der Firma Form – Farbe – Gebrauchswert in ihren Entwürfen um. Zunächst blieb sie Anfang der 1960er Jahre mit ihren Entwürfen für das Kaffeeservice Hamburg und Wien der gestalterischen Tradition des Unternehmens treu. Gleichzeitig überarbeitete sie die Dekore für schon bestehende Services, die von Jupp Ernst Anfang der 1960er Jahre entworfen wurden. In der folgenden Zeit entwickelte sie in ihren Entwürfen eine sachlich-klare Formensprache mit hoher Funktionalität, die sich am skandinavischen Nachkriegsdesign orientierte. Es entstanden die kommerziell erfolgreichen Geschirrserien Kopenhagen, Stockholm, Helsinki und Oslo, die in mehreren Dekorvarianten produziert wurden. In den ersten zehn Jahren ihres Schaffens in Rahling entwarf sie elf Geschirrserien, die formal den Prinzipien der guten Industrieform des Deutschen Werkbundes folgten, jedoch auch immer mit zeitgemäßen, bunten Dekoren angeboten wurden.
Das Service Stockholm wurde 1962 in Hannover auf der Sonderschau Die gute Industrieform prämiert. Im Jahr 1963 und 1965 folgte an gleicher Stelle die Auszeichnung für das Kaffeeservice Hamburg, 1964 für das Kaffeeservice Wien sowie 1967 für das Steinzeug-Tafelservice Kopenhagen.
Im Jahr 1970 kam das von ihr designte Kaffee- und Speiseservice Berlin auf den Markt, für das sie 19 verschiedene Dekore, unter anderem Dahlem, Grunewald und Bellevue entwarf. Auf dem Höhepunkt ihres Schaffens Ende der 1960er bis Mitte der 1970er Jahre entwickelte sie für die etablierten Geschirrserien des Unternehmens dem Zeitgeist angepasste – zum Teil sehr farbstarke – Dekore.
Im Jahr 1975 wurde das Service Jeverland von Liselotte Kantner auf den Markt gebracht, das bis heute – mit unterschiedlichen Dekoren – noch produziert wird. Zur Markteinführung der Geschirrserie wurden Prominente, wie die Schauspielerin Liselotte Pulver gewonnen, um für die Geschirrserie zu werben. Ihr 1990 eingeführtes Service HappyMix wird heute ebenfalls noch mit zeitgemäßen Farbvarianten hergestellt.
Heute gehören die Entwürfe für die Essgeschirre Lieselotte Kantners zu den Designklassikern und werden in zahlreichen Museen für angewandte Kunst in Sonder- und Dauerausstellungen, u. a. im Museum für Gestaltung Zürich, im Kunstgewerbemuseum Berlin und im Grassi-Museum Leipzig gezeigt.
Sie starb im Alter von 100 Jahren in Hamburg.

## Werke (Auswahl)
- 1961: Service Stockholm (Form 6), Salzburg (Form 7)
- 1962: Service Hamburg (Form 20)
- 1963: Service Wien (Form 22)
- 1964: Service Oslo (Form 23)
- 1965: Service Kopenhagen (Form 25), Bangkok
- 1968: Service Amsterdam (Form 26), Rom (Form 28)
- 1969: Service Bremen (Form 27), Heidelberg (Form 48)
- 1970: Service Helsinki, Berlin (Form 57)
- 1973: Service Lindau (Form 58)
- 1974: Service Bückeburg (Form 49), Holstein (Form 69)
- 1975: Service Jeverland (Form 59)
- 1978: Service Lugano
- 1990: Service HappyMix